# Америчка Девичанска Острва на Светском првенству у атлетици на отвореном 2017.
Америчка Девичанска Острва су учествовала на Светском првенству у атлетици на отвореном 2017. одржаном Лондону од 4. до 13. августа, четрнаести пут. Репрезентацију Америчких Девичанских Острва представљао је један атлетичар који се такмичио у трци на 110 метара са препонама.,
Такмичару Едију Ловету, ово је било треће узастопно Светско првенство на којем је учествовао.
На овом првенству Америчка Девичанска Острва нису освојила ниједну медаљу, а Еди Ловет је у квалификацијама постигао свој најбољи резултат сезоне.

## Учесници
Мушкарци:
- Еди Ловет — 110 м препоне

## Резултати

### Мушкарци
| Атлетичар | Дисциплина    | Лични рекорд | Квалификације | Квалификације | Полуфинале | Полуфинале | Финале               | Финале       | Детаљи |
| Атлетичар | Дисциплина    | Лични рекорд | Резултат      | Место         | Резултат   | Место      | Резултат             | Место        | Детаљи |
| --------- | ------------- | ------------ | ------------- | ------------- | ---------- | ---------- | -------------------- | ------------ | ------ |
| Еди Ловет | 110 м препоне | 13,31 НР     | 13,41 КВ, ЛРС | 3. у гр. 1    | 13,67      | 5. у пф 2. | Није се квалификовао | 18 / 37 (41) |        |